# Aeolanthes ampelurga
Aeolanthes ampelurga är en fjärilsart som beskrevs av Edward Meyrick 1925. Aeolanthes ampelurga ingår i släktet Aeolanthes och familjen Lecithoceridae. Inga underarter finns listade i Catalogue of Life.